# Contea di San Jacinto
La contea di San Jacinto in inglese San Jacinto County è una contea dello Stato del Texas, negli Stati Uniti. La popolazione al censimento del 2010 era di 26 384 abitanti. Il capoluogo di contea è Coldspring. Il nome della contea deriva dalla Battaglia di San Jacinto, che nel 1836 assicurò l'indipendenza del Texas dal Messico e istituì la repubblica.

## Geografia
| Anno | Popolazione | ±%     |
| ---- | ----------- | ------ |
| 1880 | 6,186       | Note:  |
| 1890 | 7,360       | 19.0%  |
| 1900 | 10,277      | 39.6%  |
| 1910 | 9,542       | −7.2%  |
| 1920 | 9,867       | 3.4%   |
| 1930 | 9,711       | −1.6%  |
| 1940 | 9,056       | −6.7%  |
| 1950 | 7,172       | −20.8% |
| 1960 | 6,153       | −14.2% |
| 1970 | 6,702       | 8.9%   |
| 1980 | 11,434      | 70.6%  |
| 1990 | 16,372      | 43.2%  |
| 2000 | 22,246      | 35.9%  |
| 2010 | 26,384      | 18.6%  |

Secondo l'Ufficio del censimento degli Stati Uniti d'America la contea ha un'area totale di 628 miglia quadrate (1630 km²), di cui 569 miglia quadrate (1470 km²) sono terra, mentre 59 miglia quadrate (150 km², corrispondenti al 9,3% del territorio) sono costituiti dall'acqua.

### Strade principali
- U.S. Highway 59
- Interstate 69 (in costruzione)
- U.S. Highway 190
- State Highway 150
- State Highway 156

### Contee adiacenti
- Trinity County (nord)
- Polk County (nord-est)
- Liberty County (sud-est)
- Montgomery County (sud-ovest)
- Walker County (nord-ovest)